# Selección sexual

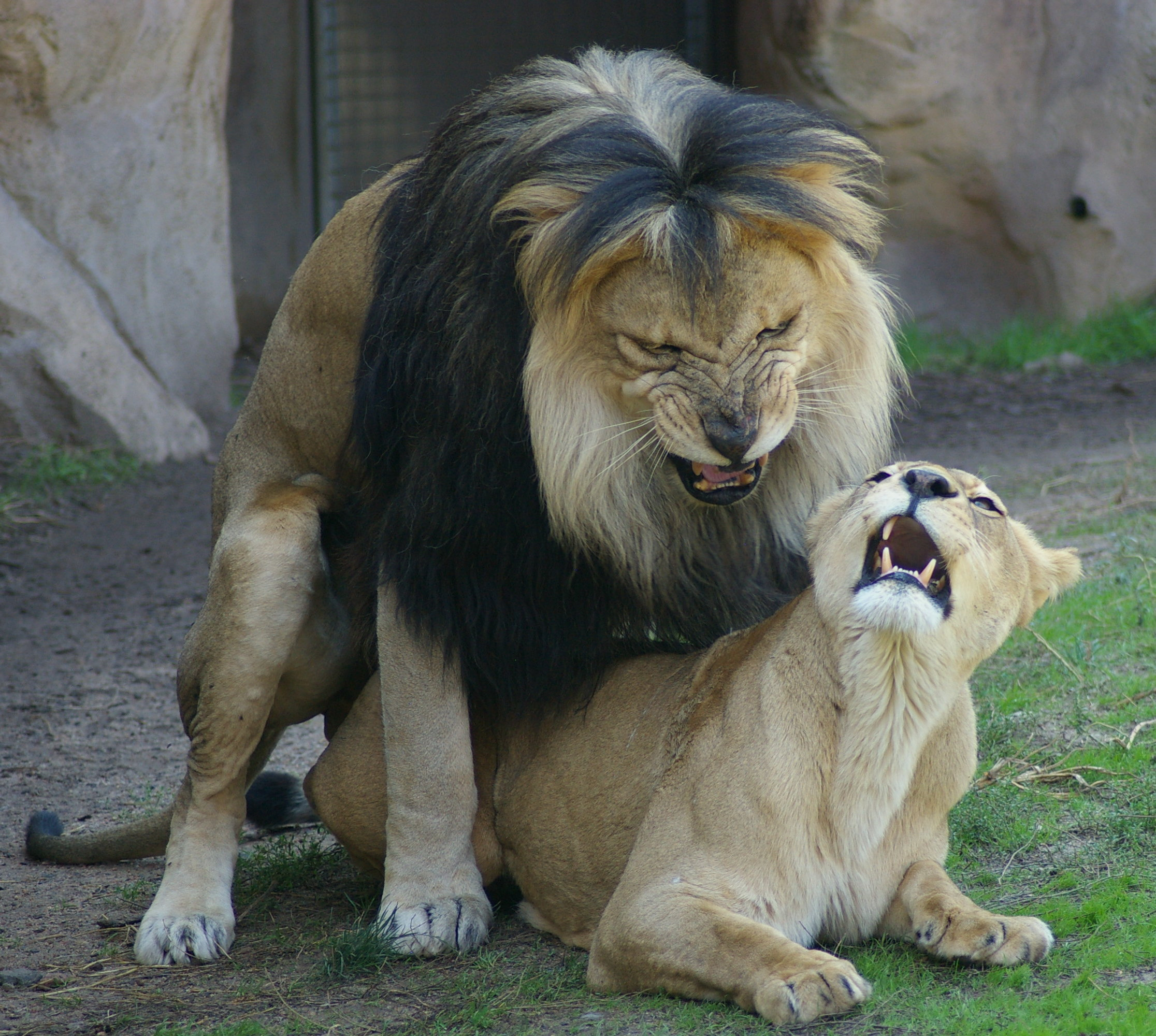
Dimorfismo sexual entre leones (Panthera leo), resultado de la selección sexual.

La selección sexual es un concepto clave de la teoría de la evolución, acuñado por Charles Darwin en su libro El origen de las especies para explicar el desarrollo de caracteres sexuales secundarios en los seres vivos, que parecían no responder a la selección natural, es decir, a la supervivencia del mejor adaptado. En líneas generales, postula que ciertos rasgos presentes son el resultado de la competencia entre individuos de un mismo sexo por el acceso a la cópula (selección intrasexual) y de la selección por parte de uno de los sexos, usualmente las hembras, de individuos del sexo opuesto (selección intersexual).
Se relaciona directamente a este mecanismo evolutivo con el dimorfismo sexual y con la presencia de rasgos morfológicos exagerados. Muchos de estos rasgos morfológicos llegan a suponer una merma en las capacidades adaptativas y de supervivencia de los animales que los poseen. Para explicar su desarrollo, dentro de la selección sexual, se postulan dos hipótesis denominadas «de Fisher» y «del hándicap», concebidas por Ronald Fisher y Amotz Zahavi respectivamente. La primera de ellas explica este desarrollo exagerado de estructuras fisiológicas en un sexo por la identificación directa de estas con genomas superiores por parte de sus parejas sexuales. La segunda de las hipótesis indica que la presencia de rasgos morfológicos exagerados lastran la supervivencia de los organismos que los manifiestan; sus parejas sexuales sentirían preferencia por ellos por ser capaces de sobrevivir a pesar del hándicap que les suponen estos rasgos.

## Generalidades

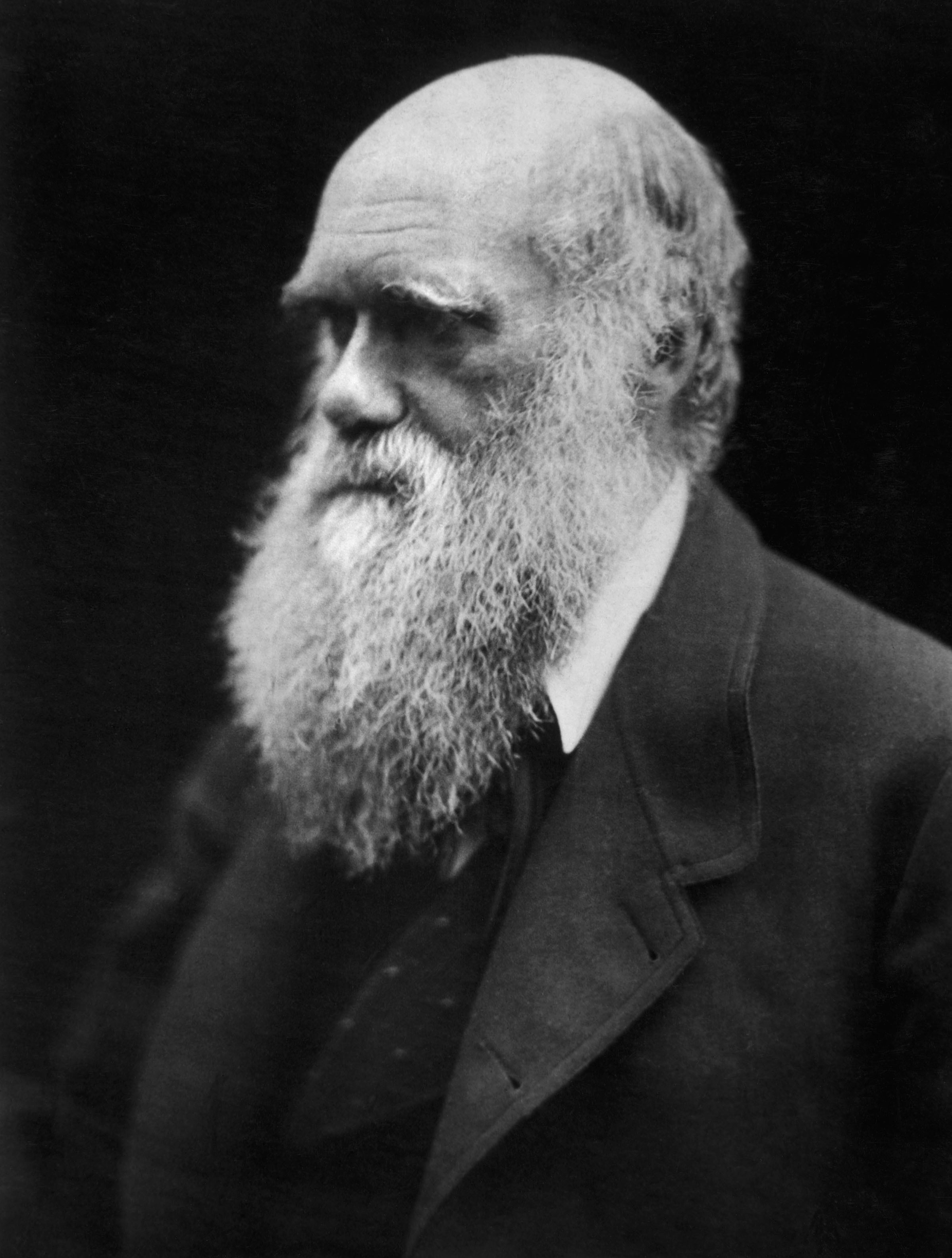
Charles Darwin en 1868.

El desarrollo del concepto de selección sexual fue una parte importante de la obra de Charles Darwin El origen de las especies, publicada en 1859, donde el autor le daba una gran importancia dentro de la selección natural. Darwin explicaba mediante este mecanismo ciertos aspectos evolutivos tales como el desarrollo exagerado de estructuras anatómicas o la presencia de colores llamativos que parecían no ajustarse a la teoría de la selección natural donde los rasgos seleccionados para prevalecer a lo largo del tiempo eran aquellos que aumentaran las probabilidades de supervivencia. El naturalista británico conocía las ideas del anatomista John Hunter sobre las diferencias entre caracteres sexuales primarios, relacionados con la cópula, y los secundarios, relacionados con la atracción entre sexos. Basándose en ello definió la selección sexual de tal modo que pudiera explicar la presencia de estas características como resultado de una elección por parte de uno de los sexos, aunque no fue capaz de dar respuesta a por qué los individuos de este sexo mostraban predisposición hacia ese rasgo. El término fue ampliado por Darwin en otro libro, El origen del hombre y la selección en relación al sexo de 1871, ligándolo, además, a la evolución de la especie humana como explicación para la existencia de las diferentes razas.
La selección sexual fue reinterpretada en 1930 por el biólogo evolucionista Ronald Aylmer Fisher. La nueva definición dada suponía que ciertos rasgos que en la actualidad pueden parecer poco ventajosos para los organismos aparecieron siendo lo contrario. Así, en un primer momento, la elección de estas características tenía como único objetivo proveer a la descendencia de diversas ventajas en términos de supervivencia. Esta mayor tasa de supervivencia supondría que gradualmente las poblaciones naturales fueran diferenciándose por selección natural, un sexo a poseer el rasgo y el otro por tener predisposición hacia él. Con el paso del tiempo, ambos caracteres se vieron favorecidos al retroalimentarse uno de otro, llegando a superar el objetivo inicial.
Es razonable pensar que, al igual que en el resto de especies animales, la selección sexual haya actuado en la evolución del ser humano en mayor o menor medida. Ya Darwin señaló un probable origen de la variedad racial humana en la selección sexual, aunque hoy día se considera que este proceso ocupó un papel muy secundario debido a que los grupos humanos raramente se han encontrado aislados genéticamente y a que ha existido un alto mestizaje a lo largo de su evolución. También apuntó a la selección sexual como responsable de la pérdida de vello corporal de forma similar a lo ocurrido en otros primates. Diversas investigaciones actuales relacionan las pautas humanas de elección de pareja, conductas y preferencias físicas con la selección de caracteres que confieran ventajas genéticas a la descendencia o con rasgos identificables con estados de salud de la pareja.

## Inversión parental
La selección sexual únicamente puede ser comprendida teniendo presente el concepto de inversión parental considerando este como el esfuerzo biológico llevado a cabo por una pareja de una especie para concebir y criar a un descendiente. El término fue ampliamente desarrollado por el investigador Robert Trivers, basándose en los trabajos previos sobre gasto parental de Ronald Fisher, para explicar la conducta sexual de especies animales.

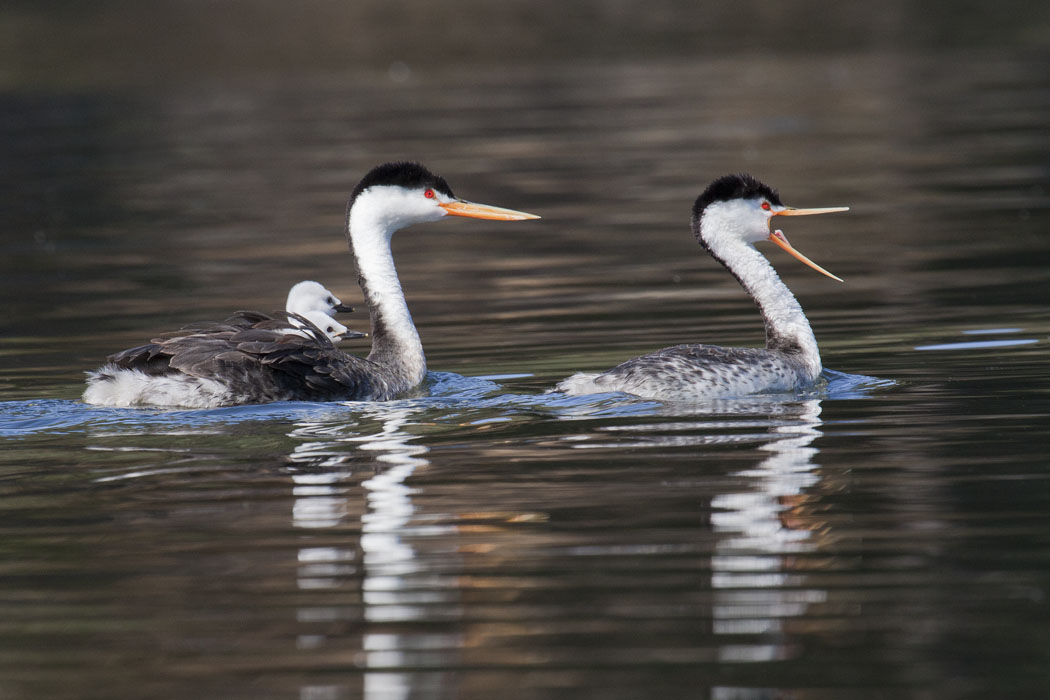
Pareja de achichiliques de Clark (Aechmophorus clarkii) trasportando a sus crías.

En las especies con reproducción sexual heterogámica cada uno de los parentales contribuye de forma no proporcionada a la creación de gametos. Por lo general las hembras de estas especies producen una muy pequeña cantidad de óvulos, esto se traduce en una cantidad limitada de descendientes, ya que la disponibilidad de óvulos se convierte precisamente en el recurso limitante de la reproducción. De este modo, la inversión parental de cada uno de los sexos es desigual, así como la tasa potencial de reproducción, debido a que los costes de formación de los gametos femeninos y el desarrollo de los embriones son muy altos para las hembras en comparación con la producción de gametos masculinos. A esto habría que sumar que las hembras deben también invertir gran cantidad de recursos en la crianza de sus descendientes. Este esquema general es común en la mayoría de las especies animales y principalmente en las poligínicas, donde cada macho puede potencialmente reproducirse con varias hembras, mientras que los ejemplos de machos que realizan la mayor parte de los cuidados parentales se da en las especies poliándricas, donde son las hembras las que tienen acceso a varias parejas reproductoras. En las especies monógamas es usual que ambos parentales compartan los esfuerzos en la cría existiendo una cierta competencia entre sí para realizar el menor trabajo posible aumentando el esfuerzo del otro.
De este modo suele aceptarse que el esfuerzo parental, es decir la contribución conjunta de ambos sexos para el desarrollo de un descendiente, recae en mayor medida en uno de los sexos, usualmente, la hembra. Al mismo tiempo el otro sexo, por lo general el macho, contribuye principalmente en la etapa anterior invirtiendo en el esfuerzo de apareamiento, esfuerzo para tener la posibilidad de aparearse con las escasas hembras. En consecuencia suele admitirse que el parental que invierte más en la reproducción será el responsable de la elección de su pareja para asegurar su propia inversión mientras que el que invierte menos debe competir por el acceso a la cópula.

## Proporciones sexuales

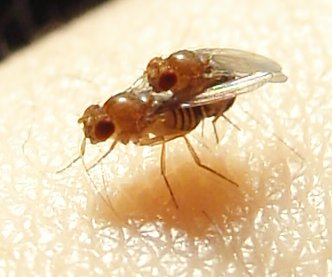
Apareamiento de Drosophila melanogaster.

Otro factor a tener en cuenta para comprender la selección sexual es la proporción entre hembras y machos en las poblaciones naturales, el sex ratio, que suele ser cercano a 1:1 con igual número de descendientes de uno y otro sexo, y resumido en el Principio de Fisher (aunque las diferencias en la mortalidad entre machos y hembras modifica esta proporción con el paso del tiempo). El sex ratio influye decisivamente en la presión de la selección sexual en el sentido de que establece la intensidad de la competencia por la cópula dependiendo de la cantidad de parejas sexuales disponibles.
Resulta complicado comprender cómo la evolución no ha favorecido proporciones diferentes considerando que la capacidad reproductiva de los machos es superior a la de las hembras. Una cantidad mayor de hembras supondría mayor número de individuos en la siguiente generación dado que cada macho podría fecundar a varias de ellas. Diversos estudios han demostrado que un cambio en estas proporciones es, al contrario de lo que podría pensarse, desfavorable para las poblaciones debido a su inestabilidad a las mutaciones. Supongamos una especie en la que los machos y las hembras estuvieran en proporción 1:3, el triple de hembras que de machos, y cada apareamiento diera lugar a un único descendiente. En ella, cada macho podría tener al menos tres descendientes en la primera generación y cada hembra uno. En esta situación, una mutación cualquiera transmitida por un macho pasaría rápidamente a la población, reduciendo gradualmente su variabilidad genética.
Ronald Fisher propuso en 1930 que debían existir mecanismos que permitieran a una población con las proporciones sexuales desplazadas respecto a su óptimo evolucionar a través del tiempo hasta recuperarlas independientemente del sistema de herencia del sexo que poseyera la especie, incluida la determinación del sexo ligado a las condiciones físicas durante el desarrollo del embrión. Experimentos desarrollados con Drosophila melanogaster han demostrado que efectivamente existen tales mecanismos, aunque se desconoce su funcionamiento, mediante el estudio de la evolución del sex-ratio en diferentes poblaciones. Igualmente debían existir mecanismos mediante los cuales las especies en las que su sex ratio óptimo fuese diferente a 1:1 lo mantuvieran a lo largo del tiempo.

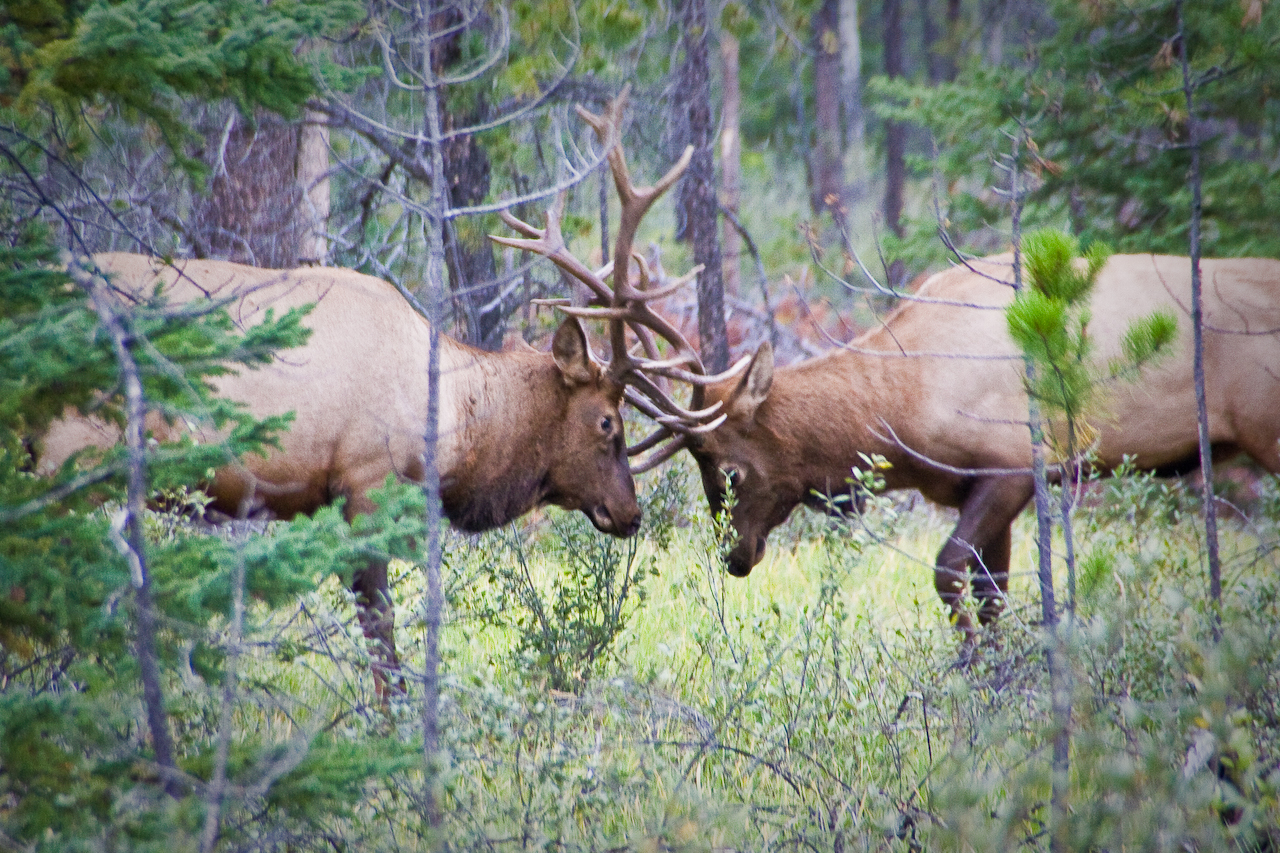
Combate entre machos de Cervus elaphus por el acceso a las hembras.

Ejemplo de especies con sus proporciones desplazadas respecto de 1:1 puede ser las de aquellas afectadas por la competencia local por el apareamiento, mecanismo que tiene lugar entre los mismos hermanos por las hembras. Desde el punto de vista de los progenitores dado que sus descendientes varones van a competir entre ellos mismos por las hembras y sólo una parte de ellos podrá reproducirse resultará tanto más favorable concentrar los esfuerzos en producir hembras, todas las cuales se reproducirán.
Otro ejemplo podría ser el de la competencia local por los recursos. Ocurre con el primate Otolemur crassicaudatus, donde son los machos los que abandonan a sus padres, mientras que las hembras permanecen en el pequeño grupo familiar. En este caso los descendientes hembra compiten con sus parentales en la consecución de alimentos, el macho, por tanto, es más rentable.
Los sesgos en las proporciones entre machos y hembras no solo tienen lugar por la capacidad futura de los descendientes para aparearse, sino también por la capacidad de los mismos padres en generar hijos más competitivos. En el caso del ciervo europeo, Cervus elaphus, la capacidad para copular con las hembras está relacionada con la fuerza y salud física de los machos. Estos ciervos compiten entre ellos mediante luchas y demostraciones físicas. La fuerza de estos machos dependerá de la alimentación y cuidados que sus padres hayan podido darles. Se sabe que en esta especie existe un sesgo hacia la producción de machos cuando la hembra que los produce es la hembra dominante del grupo. En este caso, la hembra dominante producirá machos mejor desarrollados y el balance de esfuerzo en su cría será positivo al reproducirse estos con mayor probabilidad. Al mismo tiempo existe un sesgo hacia la producción de hembras en los casos en que sus madres no sean las dominantes, de este modo se aseguran la reproducción de sus descendientes.

## Selección intrasexual frente a selección intersexual
Las diferencias en la inversión parental entre progenitores y en las proporciones sexuales tienen varias consecuencias. Por una parte, que el individuo del sexo que más invierte en la reproducción deba asegurarse de seleccionar una pareja sexual adecuada para optimizar su inversión. Por otra parte, que los individuos pertenecientes al sexo mayoritario en número o en capacidad reproductora deban competir entre sí por la cópula. La intensidad de la selección sexual es proporcional al grado de competencia entre los individuos por los apareamientos. Estas premisas son la base para la diferenciación de dos mecanismos dentro de la selección sexual que suelen actuar conjuntamente, la selección intrasexual y la selección intersexual. La selección intrasexual es aquella que favorece el éxito reproductivo de un sexo por competencia directa con individuos del mismo sexo, por ejemplo favoreciendo rasgos que den mayor capacidad para luchar. La selección intersexual es aquella que favorece los rasgos que aumentan el éxito reproductivo al aumentar la atracción sobre el otro sexo.

### Selección intrasexual
Dentro de la competencia entre individuos del mismo sexo por el acceso a los del sexo contrario tienen especial importancia las luchas, bien sean reales mediante el uso de estructuras corporales a modo de armas o bien sean rituales, con la exposición ante el oponente de esas mismas armas, pero sin llegar al combate. Estos combates, por lo general llevados a cabo por los machos, pueden producirse por el acceso a las hembras o por el acceso a los lugares donde estas se encuentran y generalmente son más intensas conforme la hembra se va mostrando más receptiva. Aunque son muy llamativos los ejemplos combativos llevados a cabo por muchos grandes mamíferos, existen otras muchas variantes de esta competencia de manera menos sangrienta.

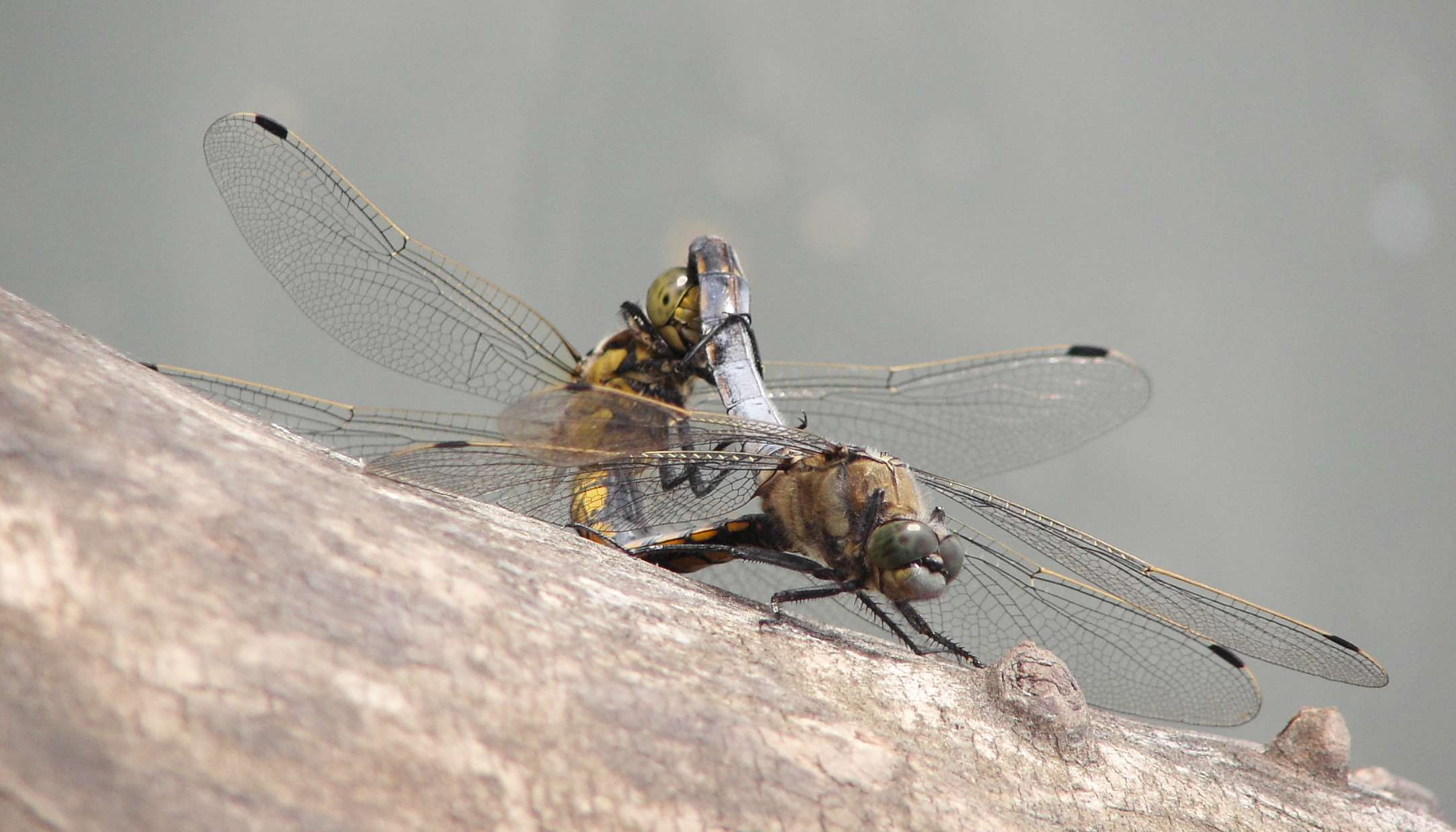
Cópula de Orthetrum cancellatum.

La competencia espermática es aquella en la que la propia cópula de un macho actúa impidiendo que los gametos de otros machos fecunden a la hembra. La competencia espermática parece ser la responsable de las marcadas diferencias entre los genitales de especies muy cercanas filogenéticamente, especialmente en insectos, y quizás por ello poseen un fuerte mecanismo de especiación. Existen numerosos ejemplos de este tipo de competencia dentro del mundo de los insectos. La libélula Orthetrum cancellatum, por ejemplo, tiene una particular forma de reproducción donde la hembra se aparea con varios machos, no siendo inmediatamente fecundada por ninguno de ellos y guardando una espermateca en su interior. Los machos de esta especie han desarrollado en su aparato reproductor una estructura preparada para extraer del cuerpo de la hembra la espermateca de los machos que la han fecundado con anterioridad. Otra especie similar, Crocethemus erythracea, inyecta su espermateca con gran fuerza dentro del cuerpo de la hembra gracias a un apéndice especial de su pene para situarla por delante de la de sus competidores.
Existen otros ejemplos dentro de los invertebrados de especies que cierran literalmente el orificio genital femenino como ocurre en el parásito acantocéfalo Moniliformes dubius. La competencia por las hembras puede llegar a ser tal que el macho de Xylocoris maculipennis, un hemíptero, copula con otros machos inyectándoles en sus tejidos esperma que se traslada hasta las gónadas para luego llegar a las hembras cuando tenga lugar la cópula.
Un caso muy particular de selección sexual por competencia intrasexual podría darse, de ser ciertas las consideraciones de ciertos autores, en las plantas con flores. Aunque en líneas generales se acepta que la evolución de los caracteres sexuales secundarios nada tiene que ver con factores de competencia y por tanto con selección sexual cabe la posibilidad de que sí ocurra así con caracteres sexuales primarios.
Según ciertas teorías el desarrollo de las flores, su variada morfología, colorido, posición, tamaño de su estigma y el estilo podría responder a la necesidad de las plantas que las poseen de atraer polinizadores. Caracteres como la presencia de néctares y periantos llamativos pueden haber evolucionado a partir de la competencia directa entre unos individuos y otros por aves e insectos que funcionaran como vehículo para el polen.

### Selección intersexual

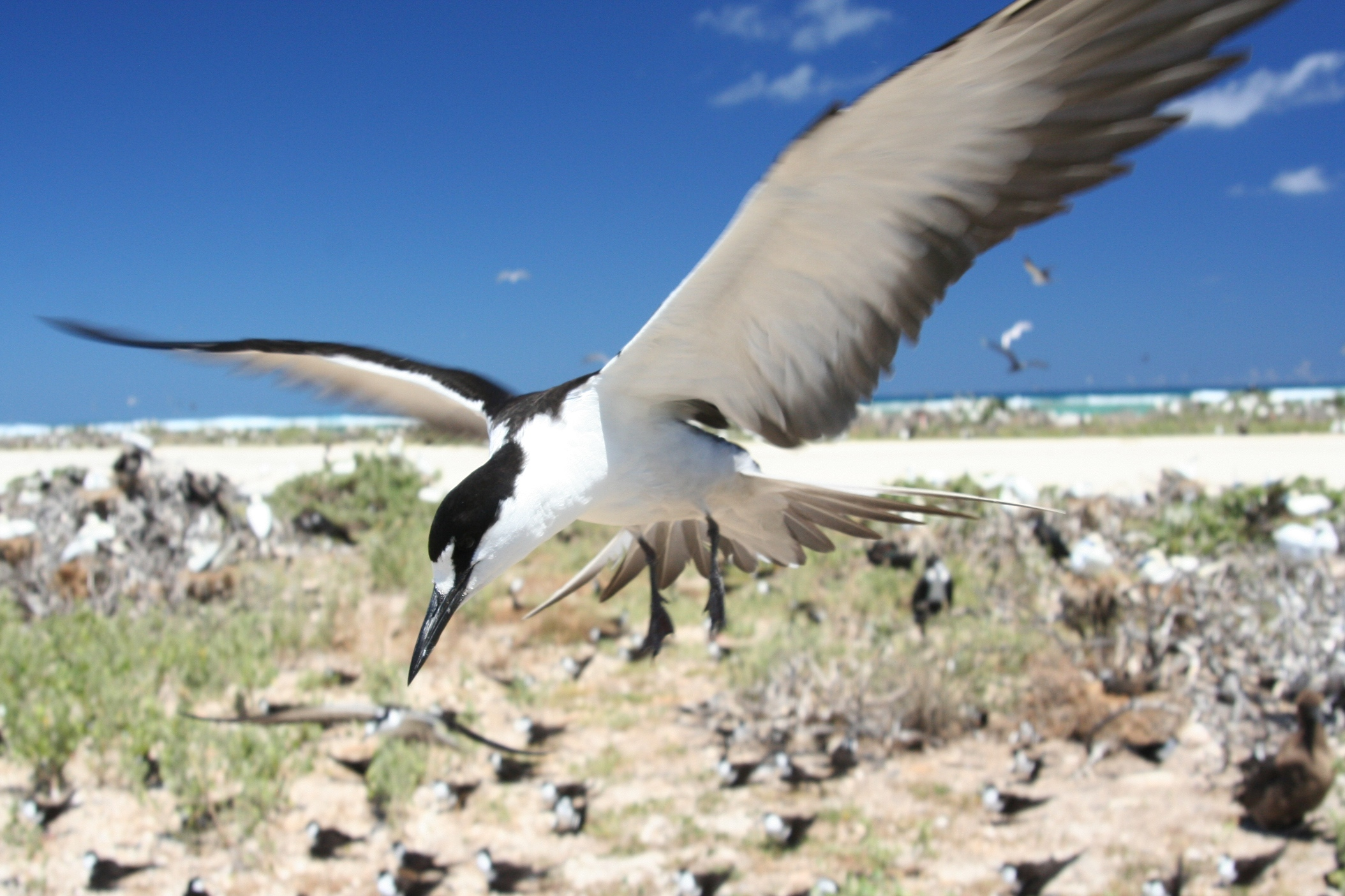
Golondrina de mar, Sterna fuscata, sobrevolando su colonia de cría.

Dado que para las hembras el coste de la reproducción es muy grande en relación con el de los machos, la elección de estos es muy delicada para ellas. Los criterios que pueden tener estas hembras son muy variados. Las hembras de algunas especies deciden qué macho es más capaz atendiendo a la capacidad que tiene este de suministrarles alimento o cobijo. Otras lo hacen en función del tamaño de alguna parte de su cuerpo o de la complejidad de su ornamentación como ocurre con las hembras de Triturus vulgaris y su preferencia por machos con grandes crestas dorsales. Estos criterios tienen una base genética en tanto que supuestamente la capacidad de los machos para la caza o para la elaboración de nidos estará relacionada con la carga genética de estos y esas mismas capacidades serán trasmitidas a la prole.
La capacidad del parental para suministrar mejores recursos a la hembra y a sus descendientes está estrechamente relacionada con la capacidad de supervivencia que tendrá la descendencia. Se dan casos muy interesantes en aves donde se relacionan las capacidades del macho para proporcionar alimentos a la hembra durante el cortejo con la capacidad que tendrá después para suministrárselos a sus hijos. Ocurre así con la golondrina de mar (Sterna fuscata) donde muchas parejas reproductivas en años anteriores se separan si la hembra considera que el macho ha perdido esta capacidad para conseguir alimento un año concreto. Algunas ranas machos son seleccionadas por su canto más potente y duradero, carácter que puede estar revelando que el hábitat en el que viven —y en el que se desarrollarán sus crías— es más rico, ya que permite al macho una inversión tan importante.

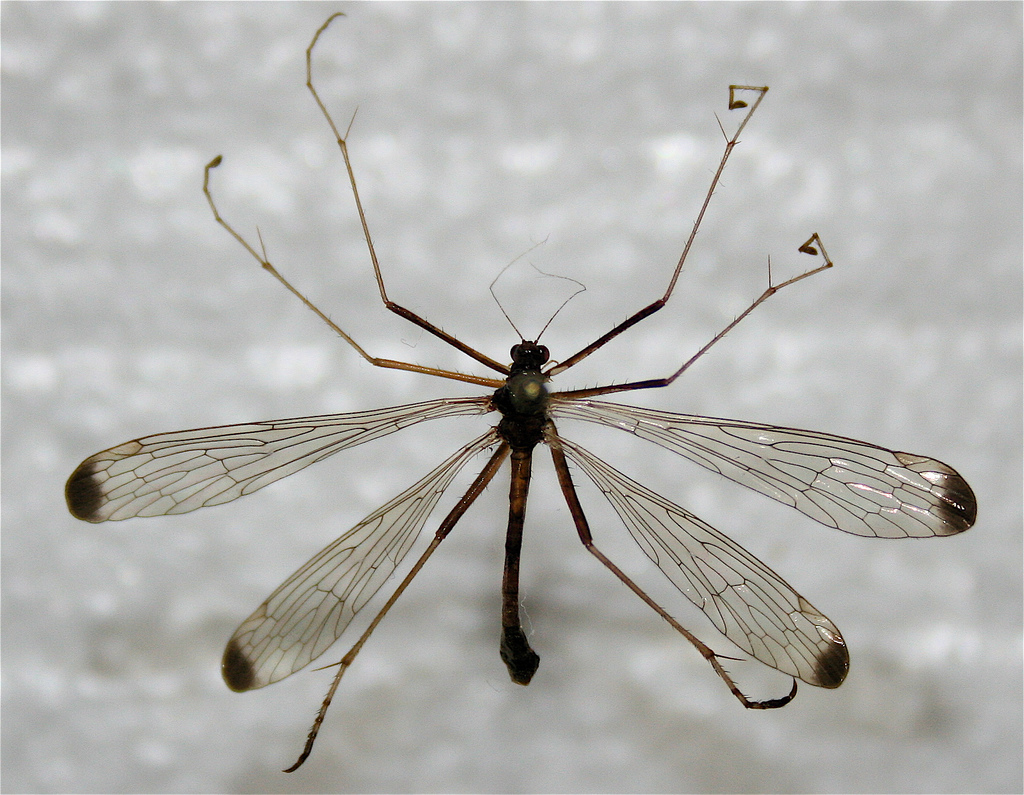
Ejemplar del mecóptero Hylobittacus apicalis.

Aunque es, de nuevo, en invertebrados donde se dan los más curiosos ejemplos de este tipo de selección. La hembra de la mosca colgante, Hylobittacus apicalis, seleccionará para el apareamiento al macho que le suministre como alimento un insecto de mayor tamaño. Es más, este insecto permitirá que la cópula sea más larga —y sean más los óvulos fecundados— en función del tamaño de la presa. Gana la hembra, pues podrá transformar el alimento en huevos y gana el macho que se reproduce. Pero no siempre se dan estas circunstancias, algunos machos de Hylobittacus apicalis son capaces de forzar a la hembra y aparearse con ella sin haberles llevado alimento. Esta situación es claramente desfavorable para la hembra que deberá buscar alimento y favorable para el macho que ganará tiempo respecto a otros congéneres para reproducirse.
Existen también experimentos que intentan demostrar la teoría de que algunas hembras de algunas especies son capaces de elegir al macho con mejor genética sin ningún tipo de demostración por parte de este, considerando que la mejor genética es aquella que aumenta la capacidad de supervivencia de los descendientes. En uno de estos experimentos tomaron varias hembras de Drosophila melanogaster y se las dividió en dos grupos. Uno de ellos era forzado a aparearse con un único macho tomado por los investigadores al azar mientras que al otro se les mostraban a las hembras varios machos para que pudiera aparearse con el que consideraran oportuno. Posteriormente, las crías de ambos grupos fueron sometidas a la presión de depredadores mostrando las de aquellas hembras que tuvieron libertad para aparearse mejor capacidad de supervivencia. Teóricamente, y suponiendo que no hubiera existido algún tipo de competencia intraespecífica entre los machos, las hembras que pudieron elegir tomaron a los machos mejor preparados y por ello sus descendientes eran capaces de sobrevivir a la depredación.

## La selección sexual y los rasgos morfológicos exagerados

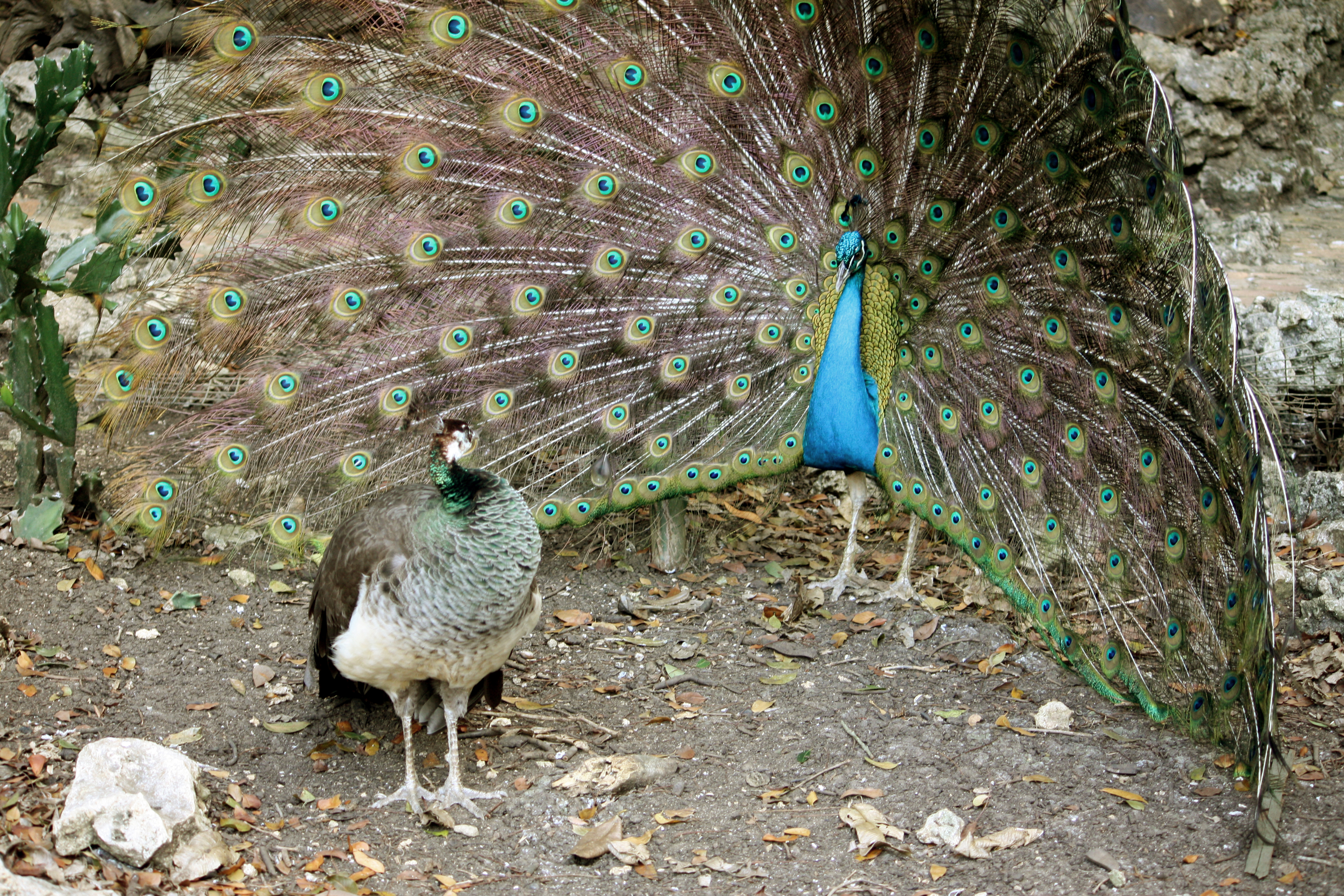
Cortejo del pavo real, Pavo cristatus.

El desarrollo en machos de elementos ornamentales muy elaborados como caracteres sexuales secundarios es uno de los resultados de la selección sexual, estudiado desde hace años como el ejemplo más representativo de esta. Muchas de estas características se relacionan directamente con la competencia intraespecífica, tal es el caso del tamaño de cuernos y astas utilizados en combates. En otras ocasiones son claros ejemplos de selección por parte de las hembras de características morfológicas en los machos, como la presencia de largas plumas o colores vistosos. Muchos de estos adornos pueden parecer incluso desfavorables para la supervivencia de los mismos individuos que las poseen y de su descendencia por disminuir su capacidad de movimientos o de mimetismo. El caso paradigmático de adornos corporales sobredesarrollados se presenta en el pavo real (Pavo cristatus) donde el macho exhibe en su cola unas largas plumas con ocelos de color azul metálico. El estudio de la evolución de este carácter fue parte primordial de los primeros estudios sobre selección sexual llevados a cabo por Charles Darwin en El origen del hombre. Actualmente son dos las teorías más importantes que se han propuesto para explicar el desarrollo de ornamentos elaborados por selección de beneficios genéticos, la hipótesis de Fisher y la hipótesis del hándicap.

### Fisherian runaway
La hipótesis de Fisher o Fisherian runaway, desarrollada por Ronald Fisher, postula que los ornamentos elaborados de los machos son seleccionados por las hembras, simplemente, porque son más atractivos para estas. Esta hipótesis, también llamada del buen gen, postula que la atracción por un determinado carácter estaría relacionada con que el rasgo en cuestión es la exteriorización de un genotipo superior.

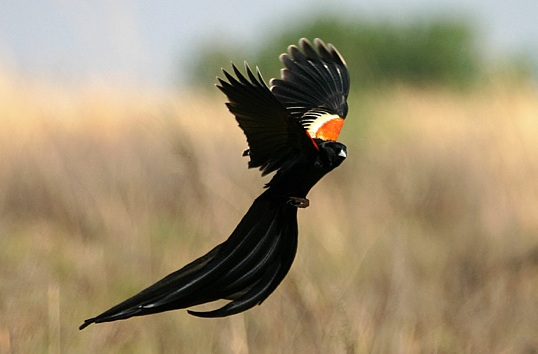
Euplectes progne, mostrando en vuelo el exagerado tamaño de su cola.

El tamaño de la cola de algunas aves, por ejemplo en la viuda de cola larga (Euplectes progne), puede estar relacionado con la capacidad de vuelo de estas. Las hembras en un principio seleccionarían al macho con la cola más larga, mejor volador, y sus rasgos se transmitirían a su descendencia. De esta manera se aseguraría la hembra tener descendientes con mejores capacidades para el vuelo. El sistema se retroalimentaría, colas más largas, mayor éxito reproductivo, descendientes con la cola más larga. En las hembras mientras tanto la existencia de un gen que las predispusiera para seleccionar al macho con mayor cola también se vería beneficiado.
Finalmente dado que hubo una selección en las hembras para aparearse con machos de cola larga el rasgo más importante a trasmitirse dejará de ser el inicial, la capacidad de vuelo, para transmitirse el rasgo de ser más atractivo ante las hembras. Así, aunque el tamaño de la cola llegue a tal punto que comience a ser un rasgo desfavorable para la especie, esto ya no tendrá importancia. Las hembras de la viuda de cola larga, predispuestas ya a aparearse con machos atractivos, elegirán a estos para que sus descendientes sean más atractivos también ante otras hembras independientemente de su capacidad de vuelo.

### El principio del hándicap

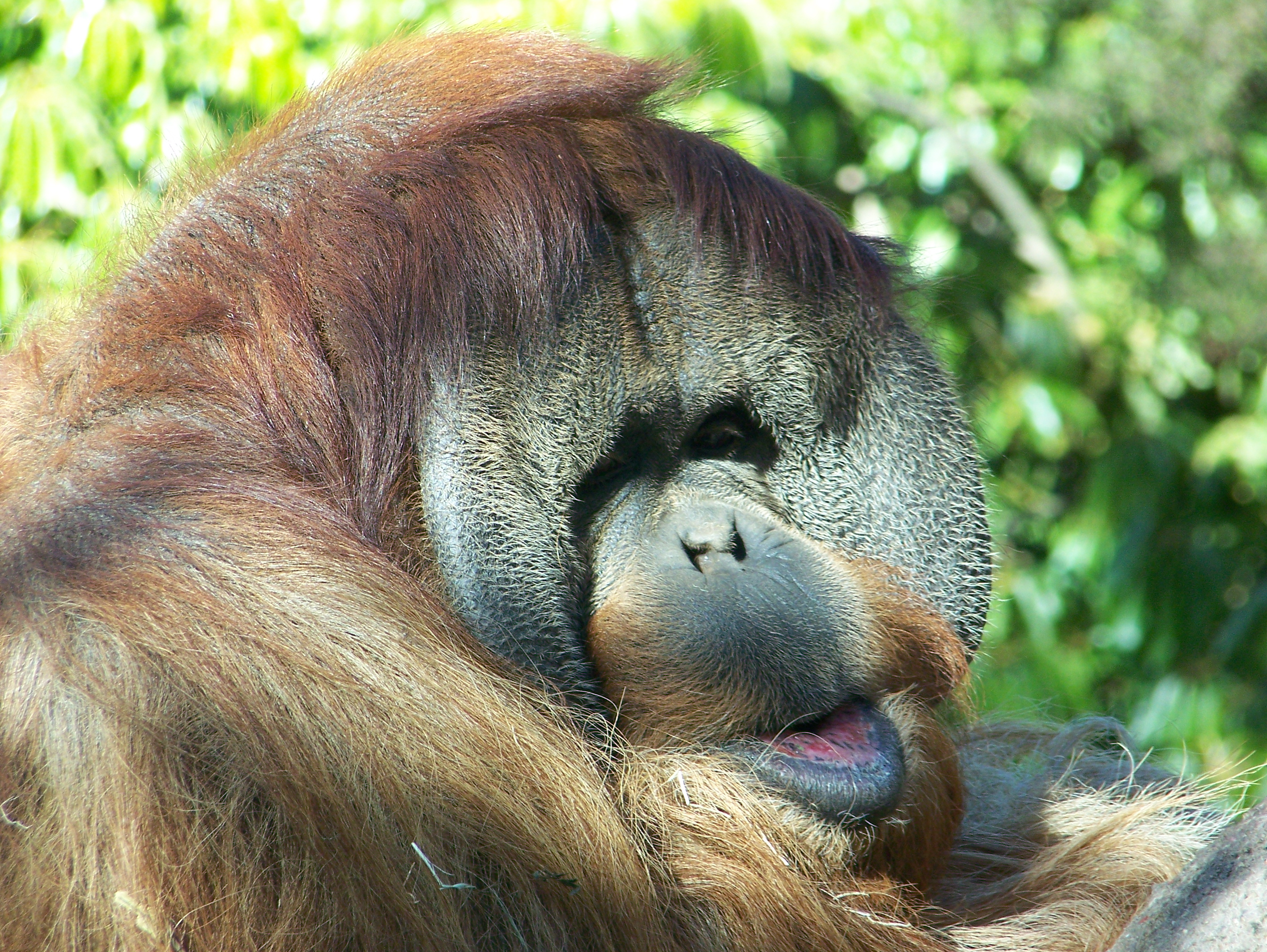
Pliegues cutáneos faciales en un macho de orangután, Pongo pygmaeus.

Por su parte el principio del hándicap, desarrollada por Amotz Zahavi, postula que algunas hembras seleccionan machos con ornamentos que suponen una desventaja en la supervivencia, precisamente por esto, porque son una desventaja, un hándicap. En el mismo ejemplo anterior, un macho de ave con una cola muy larga puede estar más expuesto a los depredadores que otro con la cola más corta. Que este macho se presente ante la hembra demostraría que su genética superior le ha permitido, a pesar del hándicap de su cola, sobrevivir en perfectas condiciones. Este macho sería mejor, por tanto, que otro macho de cola corta que ha tenido más fácil sobrevivir.
Se suelen diferenciar dos tipos de hándicaps, uno de ellos llamado hándicap revelador muestra que el macho es fuerte, ya que vive a pesar de la tara en contraposición a los machos que no tienen el rasgo. El otro tipo, el hándicap condicional, muestra que el macho se encuentra fuerte, ya que ha sido capaz de desarrollar la característica en contraposición a aquellos machos enfermos o mal alimentados, que no han podido desarrollar el rasgo. Un ejemplo puntual de este extremo es que la presencia de parásitos en aves tiene como principal síntoma externo una menor pigmentación en las plumas. El autor propone explicaciones basadas en la teoría del hándicap para un gran número de situaciones de dimorfismo sexual. Uno de los casos estudiados es el de especies en las que los rasgos expresados suponen una reducción en la visión. Ocurre en determinadas especies de primates, como el orangután (Pongo pygmaeus) donde los amplios repliegues cutáneos presentes alrededor de los ojos dificultan notablemente la capacidad de estos para relacionarse con su medio ambiente. Según las hipótesis de Zahavi la supervivencia de un macho con la visión reducida pondría de manifiesto, ante las hembras, una superioridad genética de este macho frente a otros que no tuvieran esa tara.